# Petrobia tunisiae
Petrobia tunisiae är en spindeldjursart som beskrevs av David C.M. Manson 1964. Petrobia tunisiae ingår i släktet Petrobia och familjen Tetranychidae. Inga underarter finns listade i Catalogue of Life.